# پارامو (سانتاندر)
پارامو (انگلیسی: Páramo, Santander) نام یک منطقه مسکونی در کلمبیا است.